# 阿里亚拉玛纳
阿里亚拉玛纳 (古波斯语: 𐎠𐎼𐎡𐎹𐎠𐎼𐎶𐎴 Ariyāramna, "给雅利安人带来和平的人(i.e. Iranians)")是阿契美尼德王国早期君主，可能是波斯玛什王，阿契美尼德王国的核心王国之一。
阿里亚拉玛纳很可能是铁伊斯佩斯之子、居鲁士一世的兄弟, 虽然仍未能肯定。 无论如何, 他说阿契美尼德家族一员。根据贝希斯敦铭文，阿里亚拉玛纳和居鲁士一世、冈比西斯一世父子同时管理着阿契美尼德王国，他是阿契美尼德王国最早的王。

## 哈马丹碑文
20世纪早期发现于埃克巴坦那（今哈马丹）的两块金板上发现了关于阿里亚拉玛纳的信息。这些金板用古波斯语以第一人称视角记载了阿里亚拉玛纳和他的儿子阿萨米斯的统治。这是能证明他是阿契美尼德家族分支以及统治的依据。另一个证明他的统治的证据是贝希斯敦铭文，在铭文上，大流士一世声称在他之前有八个阿契美尼德王，因此可以推测大流士一世认定阿里亚拉玛纳是一位阿契美尼德王。
阿里亚拉玛纳的英语名字是通过希腊语，现代波斯语写作اریارمنه。‎